# Karen McCluskey
Karen Simonds McCluskey – postać fikcyjna, bohaterka serialu Gotowe na wszystko. Grała ją Kathryn Joosten.

## Charakterystyka
Powiada się, że dobry płot, czyni dobrego sąsiada. Lynette właśnie miała odkryć, ze ogrodzenie powinno być pod prądem, jeśli masz za sąsiadkę panią McCluskey.

Codziennie rano, wynosząc śmieci, Lynette Scavo snuła pewne piękne marzenie. Codziennie to samo: pewnego dnia jej wstrętna sąsiadka, Karen McCluskey, umrze a dom kupi miła szwedzka rodzina z dwiema ślicznymi bliźniaczkami. Rodziny połączy dozgonna przyjaźń, ukoronowaniem, której będzie ślub dzieci oraz wytworne wesele, za które Scavo nie będą musieli płacić. Lynette bardzo lubiła marzyć, ale pani McCluskey zawsze znalazła sposób by sprowadzić ją na ziemię.

Karen McCluskey zawsze wierzyła w pomaganie innym, czy tego chcieli czy nie. Tak, pomocna dłoń pani McCluskey była znana w całej Wisteria Lane. (...) Tak. Karen McCluskey wierzyła w pomaganie innym, co według niej uprawniało ją, do pomagania sobie.

Tak na marginesie, kocham piłkę nożną i głupie komedie i nigdy nie prosiłam faceta, żeby przestał.

## Przeszłość
Karen Simonds urodziła się w 1943 roku. Ma siostry, Gayle i Robertę. Z charakteru bardzo przypominała swą matkę.
Za młodu uczyła się tańca w takt piosenki Johnny’ego Mathisa pt. “Wonderful!, Wonderful!”.
W roku 1963 wyszła za mąż za już raz rozwiedzionego Gilberta McCluskey, sprzedawcę ubezpieczeń.
Sama pracowała jako modelka gorsetów i dzięki swym piersiom ukończyła studia. Gilbert podejrzewał ją kiedyś, że miała romans z jego bratem, jednakże mógł on pomylić osoby, ponieważ Karen  miała chłopaka w college’u’. Z mężem sprowadzili się do Fairview, 4358 Wisteria Lane w roku 1982.
Gilbert zmarł w 1997 roku, po czym Karen, z sobie tylko znanych powodów, włożyła go do zamrażarki i pobierała jego emeryturę. Gilbert i Karen mieli razem syna, ale w wieku 12 lat zachorował i zmarł. Był podobny do synów Lynette Scavo i jak to sama Karen określiła, na pewno by się polubili.

## Historia

### Sezon 1
Karen oskarżyła Lynette, że Parker, Porter i Preston ukradli jej zegar od syna i kwiatki z ganku. Lynette broniła swych dzieci, ale oni znaleźli z Tomem zguby w ich domku. Dzieci przyznały się do kradzieży, przeprosiły staruszkę a Lynette zrozumiała, że ma z sąsiadką więcej wspólnego, niz by podejrzewała. Miała syna, który zmarł w wieku 12 lat, w latach 70. XX wieku. Później, żona Toma pomogła jej gdy ta miała problemy zdrowotne z artretyzmem. Tom poprosił ją by zaopiekowała się dziećmi, ale została odesłana do domu, gdyż Lynette uznała, że „pamięta zabójstwo Lincolna”.

### Sezon 2
Pięć miesięcy później Betty Applewhite zorganizowała u siebie spotkanie sąsiadów, którzy mieli zadecydować o tym jak podnieść bezpieczeństwo na ulicy. Poprzedniej nocy ktoś włamał się do domu Solis. Żaden z sąsiadów nie domyślał się, że był to syn Betty, Caleb. Gabrielle, oprócz upadku ze schodów w zbyt ciasnej sukience i poronienia, nic więcej się nie stało. Karen McCluskey wnioskowała za wynajęciem profesjonalnej ochrony. Matthew i Betty zaczęli się denerwować. Gdy padło hasło głosowania, Betty szybko podeszła do fortepianu i zagrała charakterystyczny fragment „piątej symfonii” Beethovena. Wszyscy skupili się na Betty a ta zagrała utwór Chopina „Walc Des-dur” zwany też „minutowym”, na złość Karen.
Staruszka zamontowała wkrótce wielkie reflektory przed swoim domem co wykorzystywały bliźniaki Scavo do grania w futbol amerykański po zmroku. Staruszka nie wiedziała o chęci Lynette by dać nauczkę mężowi w kwestii spuszczania jej dzieci samopas. Dlatego Karen poraziła paralizatorem Stu Durbera, gdy na prośbę Lynette próbował „porwać” bliźniaki Scavo. Wieczorem, m.in. dzięki lampom Karen, Mike Delfino schwytał i powalił mężczyznę który wcześniej włamał się do domu Gabrielle.
Trzy miesiące później Karen szła ulicą i zauważyła Bree leżącą na trawniku przed domem. Chciała ją ocucić, ale Bree chuchnęła jej alkoholem w twarz. Zadzwoniła do domu po Andrew, który zbudził matkę zraszaczami ogrodowymi. Następnie kobieta udała się do Lynette Scavo, której mąż zapomniał powiedzieć o tym, że poprosił sąsiadkę o opiekę nad dziećmi, odkąd oboje chodzili do pracy. Lynette udała się z mężem do pralni i była przeciwna tej idei. Określiła ją jako „starą jak mumię, pamiętającą zastrzelenie Lincolna”. Tom zgodził się z żoną, że znajdą kogoś młodszego do opieki nad dziećmi. Lynette zrezygnowała z oferty McCluskey, ale ta delikatnie oznajmiła, że słyszała wszystko z ich rozmowy. Scavo powierzyli bliźniaki i córeczkę Bree, która zasnęła w trakcie opieki z powodu wypicia chardonnay. Bree obudziła się i pobiegła szukać bliźniaków po Wisteria Lane i zwróciła się do Karen czy ich nie widziała. Preston i Porter udali się do rodziców na miasto. Zatrzymały ich fryzjerki po czym ich szefowa (Jo Marie Payton) powiadomiła Lynette i Toma. Zostały one odwiezione do domu a Bree nie przyznała się do tego jak one uciekły z domu. Lynette uwierzyła przyjaciółce zamiast dzieciom, które mówiły prawdę, dlatego zostały ukarane. Następnego dnia Karen i Lynette spotkały się przed swymi domami. Pierwsza była ciekawa jakie wymagania stawia druga z kobiet na bycie opiekunka. Przyznała się, że jest stara, ale nie upiła się i nie zgubiła trojga dzieci. Czuła wino od Bree, gdy ta szukała dzieci a wcześniej znalazła ją śpiącą na trawniku od alkoholu. Lynette nie uwierzyła Karen, ale po konfrontacji z Bree i wyjęciu z jej kubłów na śmieci dwunastu pustych butelek po winie, zmieniła zdanie.
Parker Scavo, po fali żywej obsesji dinozaurami, przeżywał zainteresowanie tym co znajduje się pod fartuszkiem dziewczyn. Zaproponował Cindy Lou ciasto, jeśli pokaże Parkerowi pochwę. Szkolny woźny nakrył ich na tym, zanim do czegokolwiek doszło. Nauczycielka doradziła Lynette rozmowę wychowawczą. Lynette porozmawiała z Parkerem a on wyjawił, że jego kolega sądził, że stamtąd wychodzą dzieci. Nie chciała odpowiedzieć jak dziecko się tam znajduje a Parker się zgodził, lecz zasugerował, że może się spytać także 14-letniego brata kolegi. Wtedy matka narysowała synowi na kartce kobietę i mężczyznę. Objaśniła, że gdy oni przytulają się bardzo mocno, nasionko w magiczny sposób zostaje zasiane i 9 miesięcy później rodzi się dziecko. Parker chciał wiedzieć o jakie nasionko chodzi i jej nie uwierzył. Karen zajmowała się dziećmi i gdy Lynette przyjechała do domu, nakreśliła jej sprawozdanie dnia. Penny wyrzynały się zęby i dlatego marudziła, bliźniaki pobiły się o pilota a Parker zaproponował jej loda jeśli pokaże mu pochwę. Lynette spięła się na fotelu, ale Karen uspokoiła ją, że tego nie zrobiła. Chciał, za pomocą nasiona słonecznika, sprawdzić czy urodzą się dzieci. Lynette przyznała się, że była to jej sprawka a Karen kazała jej powiedzieć wszystko co do szczegółu i potem go zawstydzić. Lynette nie chciała tego robić, a w rozmowie z Parkerem zakazała mu proszenia o takie rzeczy bo to niegrzeczne. Chłopiec pytał się dlaczego a Lynette wypaliła, że to wstrętne świństwa. Żona Toma kupiła swym synom szczeniaka rasy beagle by skupić uwagę Parkera na nim, a nie sprawach seksu. Zauważyła jednak jak patrzył na jego krocze.
Tom został zwolniony z pracy przez skutki działania jego szefa, Eda Ferrary. Rewident wynajęty przez Eda, odkrył, że Tom wysyłał kwiaty do Atlantic city i zaproszenie do teatru. Lynette udała się tam i zostawiła dzieci pod opieką Karen. Sąsiadka przekonywała ją, że nie należy do kobiet, które udają szczęśliwe i ma broń w domu, którą może pożyczyć Lynette, jeśli zobaczy Toma z inną kobietą. Wkrótce tak się też stało. Lynette przyjechała pod dom i podglądała pod oknem jak Tom z jakąś inną kobietą wszedł na piętro domu. Po powrocie do Fairview, spakowała dzieci z psem i wyjechała. Karen powiedziała Tomowi dlaczego to zrobiła.
Po wyjaśnieniu sprawy w małżeństwie Scavo, McCluskey była też świadkiem aresztowania Betty i Caleba. Dzień później widziała jak ciało martwego Matthew Applewhite’a wywieziono z domu Bree Van De Kamp.
(informacja z sezonu siódmego)
W tym samym czasie widziała Felicię Tilman jak uciekała spod domu Paula. Zgodziła się udawać, że Felicię zamordował Paul, by on udał się do więzienia na zasłużoną karę.

### Sezon 3
Mija 6 miesięcy od ostatnich wydarzeń 2 serii.
Edie Britt przez sześć miesięcy usiłowała sprzedać dom Youngów. Zauważyła przy tym jak Karen mówiła historię z morderstwem Felicii Tilman parze oglądającej dom. Edie odciągnęła ją od nich oraz od kanapek dla potencjalnych nabywców. Karen dodała, że pewnie szybciej uda jej się znaleźć naiwnego kupca na dom Applewhite’ów. Edie wyrzuciła starszą sąsiadkę za drzwi, wprost na deszcz. Wieczorem McCluskey była obecna na przyjęciu zaręczynowym Bree Van De Kamp i Orsona Hodge, na którym niespodziewanie zjawiła się Carolyn Bigsby. Wyjawiła wszystkim swe podejrzenia, że Orson zabił swą pierwszą żonę.
Lynette, Gabrielle, Susan i Karen siedziały na ogrodzie obok domu Scavo. Karen ostrzegła ją, że Tom się nie opamięta z pizzerią bo mężczyźni z góry nie potrafią realnie ocenić swoich marzeń. Posłużyła się przy tym przykładem jej męża.
Kiedy Ian Hainsworth chciał spotkać się z Susan w jej domu, ona wróciła z ogródka za budynkiem. Ukryła się przy aucie, ale Karen ją zauważyła. Susan dała jej sygnał ręką by milczała, ale ona zapytała głośno do niej co robi, co ściągnęło uwagę Iana. Życzyła Mayer miłego dnia i odeszła ubawiona.
Gabrielle i Carlos definitywnie się rozwiedli. Kobieta uzyskała dom, a jej były mąż całe wyposażenie. W domu zaczęli tłuc i niszczyć własność drugiej osoby. W trakcie tej walki Karen przybiegła do Gabrielle i kazała jej włączyć telewizor. Spóźniła się bo już został zniszczony kijem baseballowym i nie działał. Tak samo było z radiem i wtedy powiedziała jej o strzelaninie w supermarkecie oraz że wszyscy z tego powodu zgromadzili się u Bree. Przerwała, bo zobaczyła za plecami latynoski zniszczony żyrandol, potłuczony stolik, powypruwane meble, dziurę w ścianie i książki na podłodze. Gabi skłamała jej, że mieli małą sprzeczkę i wszystko jest w porządku. Gdy Carlos udał się na górę z włączoną piłą łańcuchową, Gabi zakończyła rozmowę i udała się za byłym partnerem. W domu Hodge, Karen była w szoku na wieść kim jest sprawca zamieszania oraz kogo przetrzymuje. Poczuła, razem z innymi, duża ulgę i radość, gdy wszystko się skończyło.
Karen, zmuszając Edie do wydania kosiarki Mike’a, nie pokazała Mike’owi Delfino jego zdjęć z Susan, o których nic nie wiedział. Policja nadal chciała go też zamknąć z powodu podejrzenia, że zamordował Monique Polier. Detektyw Ridley zdołał nawet zdobyć nakaz przeszukania domu Mike’a by odnaleźć skrzynię z narzędziami mężczyzny. Nie znaleźli jej, bo przechowywała ją Karen, która przyniosła skrzynię Mike’owi i prosiła by wyczyścił klucz bo coś na nim było. Dwa lata wcześniej zawiózł ją do szpitala, gdy miała atak serca, dlatego była jego dłużniczką. W międzyczasie McCluskey zgodziła się też pojechać za Lynette do sklepu ponieważ Parker, który już wiedział co stało się w supermarkecie, przyczepił się do nóg matki i nie chciał jej puścić. Wiedziała, że byłoby mu obojętne, gdyby ona zmarła.
Lynette odkryła w piwnicy swego wybawiciela, Arthura „Arta” Shepherda, zdjęcia chłopców w kąpielówkach. Art był trenerem pływaków, ale nie rozwiało to wątpliwości kobiety. Podeszła do Karen i opowiedziała jej o swoich podejrzeniach, że pedofil może mieszkać na tej ulicy. McCluskey zgodziła się jej pomóc i wkrótce zaczęła wydzwaniać do sąsiadów.
Na Wisteria Lane nastały święta. Art przebrał się za Świętego Mikołaja, ale żadne z dzieci nie zostało dopuszczone do niego przez ich rodziców, bo Karen zdołała już im opowiedzieć co nieco o nowym sąsiedzie. Spotkały się w domu jednej z poinformowanych kobiet (Alison LaPlaca), do którego przyszła też Lynette. Była wstrząśnięta faktem, że wszystkie, w tym m.in. Mona Clark, robią plakaty kojarzące go z pedofilią. Lynette chciała tylko omówić kwestię jak obserwować mężczyznę i usiłowała im uświadomić, że nie mają praktycznie dowodów na jego skłonności. Jedna z dam (Kathleen Bailey) spytała się jej, po której jest stronie, ale Karen obroniła Lynette. Gdyby nie ona, nie wiedziały by o podejrzanej naturze Shepherda. Protest jaki odbył się przed domem mężczyzny, doprowadził do śmierci jego siostrę Rebeccę (Jennifer Dundas) i wyprowadzenia się jej brata, który przyznał się Lynette do swej natury, ale powstrzymywał się ze względu na siostrę. Gdy aresztowano Mike’a, Karen wyjaśniła Bree i Susan, że to z powodu morderstwa na Monique.
Zbliżał się termin otworzenia pizzerii. W tajemnicy przed Tomem zobaczyła wypucowany lokal, który wcześniej był zrujnowany, a od Andrew usłyszała, że nie mają jeszcze licencji na alkohol z powodu sprzeciwiających się sąsiadów. Za radą Karen, pomogła mężowi za jego plecami.
Lynette wyzdrowiała z postrzału w rękę zadanego przez Carolyn Bigsby. Ed Ferrara i Jerry (Mitch Silpa) przyjechali samochodem po Lynette. Tym samym miał zakończyć się jej płatny urlop. Oszukała ich, że jeszcze bierze leki i cały czas ręka ją boli. Ed ponownie przyjechał do domu Scavo dać prezent dla Lynette. Tym razem został okłamany przez Karen McCluskey, która opiekowała się Kaylą. Lynette miała być u lekarza, ale Kayla to usłyszała i wybiegła za Edem. Powiedziała mu, że Lynette pomaga jej ojcu w promocji pizzerii. Ed przyjechał tam i chciał ją zwolnić, ale Lynette przekonała go do odwołania decyzji. Zażądał więc by pracowała do późna jeśli będzie tego wymagać czas i opuszczała ważne wydarzenia w życiu jej dzieci bez szemrania. Zgodziła się, ale po tym jak zobaczyła zawód na twarzy Parkera, zrezygnowała z Parcher & Murphy Advertising a Tom przyjął jej podanie na menadżera w swej restauracji.
Karen opiekowała się dziećmi podczas dziewiątej rocznicy ślubu małżeństwa Scavo. Lynette nie mogła się zrelaksować ponieważ ciągle myślała o kłótni jaką stoczyła z mężem. Karen podkreśliła, że Tom chce być romantyczny, w przeciwieństwie do jej Gilberta.
Tom nadwerężył sobie kręgosłup podczas pracy w pizzerii. Lynette przejęła jego obowiązki i, podczas gdy sama rozpaczliwie szukała tymczasowego pracownika, Tom był opryskliwy dla Karen. Staruszka zabrała dzieci do pizzerii i oświadczyła, że odchodzi. Karen wiedziała, że Lynette tonie, ale sama nie chciała być pasażerką jej Titanica. Tom, pod naciskiem żony, zadzwonił do Karen z przeprosinami. Karen zwróciła się do Gilberta, że może Scavo są dobrym małżeństwem, ale nie będą mieli tego co oni. Następnie podeszła do zamrażarki, z której wyjęła śmietankowego loda, leżącego na zwłokach męża Karen.
Na Wisteria Lane wyłączyli prąd a Karen spadła ze schodów w trakcie schodzenia do piwnicy i rozmowy z Idą Greenberg na temat dodatkowych kostek lodu. Karetka usiłowała ją zabrać do szpitala, ale kobieta oponowała do czasu, gdy prąd znowu włączono. Nie wiedziała, że tym razem tylko jej zamrażarka się zepsuła. Wieczorem, gdy rodzice Scavo kłócili się o menu, Porter, Preston i Parker bawili się na dworze. Parker spytał się czy dostaną lody a oboje odmówili. Wtedy jeden z bliźniaków stwierdził, że pani McCluskey zawsze ma lody. Parker wszedł do jej piwnicy przez okno i otworzył zepsutą zamrażarkę. Zobaczył tam miękkie lody i rozmrażającego się nieboszczyka. Wytrzeszczył oczy, zaniemówił i wyszedł głównymi drzwiami, zostawiając otwarte urządzenie. Braciom powiedział, że nie znalazł lodów a nazajutrz poprosił matkę by odwiedzili sąsiadkę. Przyjechali do niej z kwiatami i Lynette poszła je wstawić do wody. Karen przyznała mu się, że zawsze najbardziej go lubiła z całej piątki a on bez ogródek powiedział jej, że widział człowieka w jej zamrażarce. Karen krzyknęła do Lynette i kobieta poszła po poproszoną galaretkę. Gdy zostali sami, staruszka powiedziała mu całą prawdę. Chłopak był zadowolony i przyrzekł nikomu nie mówić prawdy. Lynette przyniosła pudding a Karen oddała go Parkerowi. Wkrótce Ida Greenberg weszła do domu Karen i odkryła sekret swej przyjaciółki poprzez woń jaką wydawało ciało Gilberta. Karen trafiła do aresztu.
Plotka szybko się rozniosła. Lynette, Susan i Gabrielle podejrzewały, że Karen zabiła męża a ta ostatnia, że użyła do tego arszeniku. Parker spytał się co to arszenik, ale Lynette zbyła go tylko tym, że jest to coś wstrętnego. Wieczorem Parkerowi było żal sąsiadki bo jej drzwi obrzucono jajkami. Chciał z nią porozmawiać, ale Tom nie chciał jej przeszkadzać. Nazajutrz Parker przyszedł do niej z wiadomością, że mają nową nianię, która traktuje marchewkę jako przekąskę. Chciał, żeby wróciła, najlepiej przez wyjawienie prawdy. Kobieta stwierdziła tylko, że nieważne co powie, kobiety i tak będą plotkować po czym poszła do siebie. Tego samego dnia jakiś chłopak z przyjęcia urodzinowego Traversa, napisał na drzwiach Karen „wiedźma”. Parker mu się sprzeciwił i został popchnięty na ziemię po czym wszyscy uciekli gdy Karen wyszła z domu. Wyraziła się, że jest jej przykro i chciała wiedzieć czy nic mu nie jest. On odtrącił jej rękę z ramienia i kazał jej powiedzieć to co jemu, bo wtedy przestaną plotkować. Po tym jak poszedł, Karen wyznała prawdę kilku kobietom w tym Lynette i gdy szła do domu, mrugnęła okiem do zadowolonego Parkera. Scavo zatrudnili ponownie Karen jako nianię.
Karen została zaproszona przez Gabrielle na jej ślub z Victorem Langiem. Gość spytał się panny młodej o co kłócili się z Edie i Carlosem. Gabi to nie obchodziło bo była tak szczęśliwa, że przebaczyła by wszystkim wszystko. Dodała jednak, że jeśli jeszcze raz to zrobią, niech wezwie ochronę.

### Sezon 4
W noc ślubu Gabrielle i Victora oraz Susan i Mike’a, Carlos przyszedł do domu przy 4362 Wisteria Lane po swoje rzeczy. Edie, z którą zerwał, chciała go zatrzymać szantażem, poprzez swą udawaną próbę samobójczą. Wisiała, trzymając się belki poddasza a gdy Carlos wchodził po schodach, puściła się jej i zawisła. W tym momencie, Karen McCluskey poprosiła Carlosa na zewnątrz z pretensjami, że ich kontenery ze śmieciami nie zostały wywiezione. Edie natomiast zaczęła rozpaczliwie wspinać się po delikatnym szalu by znowu chwycić się belki, ale nic to nie dało i po chwili znieruchomiała, nadal wisząc na szalu. Karen zauważyła Edie z parteru i Carlos pobiegł do kobiety i tym samym uratował jej życie.
Miesiąc później, na przyjęciu Katherine Mayfair, Karen powiedziała jego organizatorce, że ma bardzo przystojnego męża i chciała wiedzieć dlaczego Katherine wyjechała 12 lat wcześniej tak szybko, bez pożegnania. Katherine nie odpowiedziała i poszła dalej wśród innych gości. Później, wraz z Idą krzyczały do Susan by usiadła z nimi. Żona Mike’a wpadła w rozpacz bo myślała, że przechodzi menopauzę a to było za wcześnie jak na jej wiek.
Dylan, wracając ze szkoły, spotkała Karen McCluskey, która to opiekowała się dziewczynką 12 lat wcześniej. W pewnym momencie starsza kobieta wyjawiła młodszej, że spotkała jej ojca, który odwiedzał ich od czasu do czasu. Dylan myślała dotychczas, że porzucił ją, gdy była niemowlęciem.
Bob i Lee umieścili na swym ogródku rzeźbę z Finlandii za 24 000 dolarów, która wkrótce okazała się być hałaśliwą fontanną. Susan, Karen, Bree, Katherine i Gabrielle były skonsternowane i zaskoczone nową atrakcją na uliczce. Susan zasugerowała by najpierw z nimi porozmawiali, zanim ich zlinczują. Karen uznała, że najlepsza będzie Bree bo ma syna, który się ujawnił jako homoseksualista i męża, który szuka sposobu. Bree była oburzona tymi słowami, ale ich nie skomentowała. Bob i Lee wyszli przed dom a pierwszy z nich, na wiadomość, że rzeźba się nie podoba, prosił o uszanowanie ich prawa do urządzania własnego ogródka. Panie, po odejściu mężczyzn, zagłosowały za inicjatywą Katherine wskrzeszenia związku właścicieli Wisteria Lane. W wyborach wystartowały Katherine i Lynette, ale pomimo poparcia przez Karen sąsiadki Scavo, to Mayfair wygrała wybory.
Na Halloween, Karen przebrała się za czarownicę i udała się do domu Boba i Lee, w którym odbyło się główne przyjęcie. Ciężarna Danielle też tam się pojawiła. Karen, gdy ją zobaczyła, spytała się za kogo się przebrała. Danielle, udając zachowanie Bree, odparła wyniosłym tonem, że naszego Pana nie bawią żarty z magii i mogłaby użyć podkładki pod kieliszek, który trzymała. Dziewczyna odeszła a Karen wykrzyczała do stojącej obok Bree, że przebrała się za nią.
Karen ostrzegła dziewczyny o nadciągającym tornadzie. Zgodziła się też na to, by rodzina Scavo schroniła się w jej piwnicy. Sprawy się skomplikowały, gdy zaprosiły Idę i jej kota, bo Tom był alergikiem. Gdy mąż Lynette czuł się coraz gorzej, ta zabrała kota Idy na górę. Karen przyłapała sąsiadkę z kotem. Ona nie uważała, że Lynette jest jej przyjaciółką, bo zawsze zwracała się do niej wtedy, gdy potrzebowała pomocy, w przeciwieństwie do Idy, dla której kot był jedyną rodziną. Wiatr otwarł niespodziewanie drzwi wejściowe i kot wybiegł na zewnątrz. Karen pobiegła za nim a Lynette za sąsiadką. Szarpiąc się, obie zauważyły lej tornada. Chciały wrócić, ale spadające przedmioty uniemożliwiły im to. Pobiegły do domu Lynette i obydwie schowały się w wannie łazienki Lynette na piętrze. Gdy wszystko się skończyło, wyszły na zewnątrz. Lynette z krzykiem zauważyła, że dom Karen przestał istnieć.
Katastrofę przeżyli wszyscy w jej piwnocy, oprócz Idy Greenberg. Edie ścisnęła dłoń płaczącej Karen chwilę po tym jak wszyscy dowiedzieli się o tym. Ida ocaliła dzieci Lynette, oddając swoje życie, co wyznał w domu zmarłej Parker Scavo. Karen i Lynette, zgodnie z życzeniem Idy, rozsypały jej prochy na boisku baseballa i pożegnały je wierszem. Po krótkim pobycie w areszcie za włamanie na boisko, panie wróciły na uliczkę. Stwierdziły, że było to za mało dla jej pamięci. Lynette zdecydowała, że chce lepiej poznać Karen, która zamieszkała tymczasowo w domu byłej przyjaciółki, dopóki jej własny dom nie został odbudowany.
Karen udała się do kościoła z Biblią w podziękowaniu za ocalenie.
Później zaczęła szukać kota Idy o imieniu Toby. Bree zgodziła się jej pomóc i znalazła zwierzaka pod domem Edie, gdzie widziała jak Britt pocałowała Orsona. Kot przybiegł potem pod dom gdzie mieszkała Karen.
Nazajutrz staruszka była widzem starcia Bree i Edie na środku ulicy oraz spoliczkowania tej drugiej, przez pierwszą. Skutkiem dalszych działań, Edie wyjechała z Wisteria Lane bez pożegnania. Tymczasem Katherine powiedziała swemu byłemu mężowi, że Dylan nie jest jego biologiczną córką, bo mogła go przecież zdradzać. Zdenerwowało to mężczyznę na tyle, że zrobił ruch w kierunku uderzenia jej. Katherine zawołała do Karen, która z robotnikami stała na chodniku, nad planami swego nowego domu. wayne zrozumiał, że nic nie może zrobić żonie, dopóki ludzie patrzą.
Karen była gościem na zaślubinach Boba i Lee. Powiedziała też Bree, sądzącej, że Katherine ją opuściła, iż widziała Mayfair godzinę wcześniej w jej domu.

### Sezon 5
5 lat później, Karen przyjęła Edie z powrotem na uliczkę. Zaczęła jednak podejrzewać Dave’a, że ma złe plany, gdy obraziła Edie a ta zagroziła małżonkowi wyprowadzeniem się. Dae porwał jej kota i zwrócił go, gdy Karen przeprosiła Edie. Karen udała się do Katherine by razem przejrzały Dave’a, ale zbytni nacisk 69-letniej staruszki na niego doprowadził do tego, że zaczął wmawiać Edie, że ma demencję. Wpadł na pomysł uczczenia jej 70. urodzin u Susan a gdy jego żona zabrała jubilatkę, włamał się do jej domu i poprzestawiał meble. Karen domyśliła się, że to sprawka Dave’a i zaatakowała go kijem baseballowym. Sanitariusze zabrali ją do szpitala a Dave kazał jej uważać na siebie.
W szpitalu, Karen przekazała Edie, że zostanie z bliską krewną na jakiś czas. Sprowadziła do szpitala swą siostrę, Robertę Simonds. Razem też rozpoczęły śledztwo w sprawie Dave’a, lecz nie przyniosło ono efektów, dlatego Karen wróciła do swojego domu.
Eli Scruggs był najlepszym fachowcem na Wisteria Lane. Po 12 latach ciężkiej pracy dla mieszkańców, postanowił cicho odejść na emeryturę. Zostawił wszystkim w skrzynkach pocztowych tylko kartkę z taką informacją. Karen przyszła do niego oburzona, ale wyjaśnił jej, że ma słabe serce. Polecił jej inną „złotą rączkę” i pomimo jej narzekania, że jemu zaufała dopiero po 10 latach, nie robił nieporządku podczas napraw i pragnieniu pożegnania go w formie przyjęcia, powiedziała mu, że będzie go jej brakować i odeszła. Eli zmarł kilka godzin później w trakcie naprawy domu Susan i Karen stawiła się na jego pogrzeb.
Mike zamieszkał w domu Katherine. Susan przyniosła swej przyjaciółce miskę na sałatkę i pokazała Katherine obraz nad kominkiem, który namalowała ówczesnemu mężowi. Na przyjęciu z tej okazji, Susan chciała pokazać ów obraz swoim przyjaciółkom, ale już go nie było. Karen podeszła i od Gabi dowiedziała się o wątku z obrazem. Sądziła, że zabawa się dopiero zacznie i spytała się Katherine o obraz. Gospodyni skłamała, że dzieło spadło i szybka się zbiła, przez co oddała do oprawienia. Karen wypiła kilka drinków, ale nawet ona jej nie uwierzyła. Susan sprawdziła Katherine i obraz leżał nieuszkodzony w jej garażu.
Edie sprawdziła swego męża w starym magazynie z gazetami w Mount Pleasant. Wyniki miały przyjść faksem, ale Edie nie miała odpowiedniego papieru. Zadzwoniła do Karen, która też go nie miała i Edie zdecydowała, że kupi go jutro oraz zadzwoni do Karen ze sklepu. Nazajutrz Karen naśmiewała się z Dave’a i jego wyjazdu w góry. Edie zdradziła jej, że jego żona i 3-letnia córka zginęły w wypadku. Karen sama straciła dziecko i na prośbę Edie, zobowiązała się zmienić swoje zachowanie wobec niego. Zaproponowała też napicie się po drinku i posłuchanie Deana Martina w jej domu. Edie ponownie nie włożyła papieru do urządzenia.
Karen była obecna wraz z innymi sąsiadami wokół Edie, gdy ta zmarła. Dwa dni później Dave poprosił ją wraz z Bree, Susan, Lynette i Gabrielle by zawiozły jej prochy swemu pasierbowi, Traversowi McLain. W trakcie przejażdżki Karen została zmuszona do zmiany koła w aucie Lynette. Na miejscu przeznaczenia, Karen opowiedziała chłopakowi historię jak to Edie zawsze go kochała, ale oddała syna ojcu bo chciała by został dobrze wychowany. Pomimo tego Travers kazała zabrać prochy jej przyjaciółkom. Karen zabrała je do domu i rozważała w nocy co z nimi zrobić. Drzwi jej domu otworzyły się a staruszka podeszła by je zamknąć. Zanim to zrobiła, popatrzyła na całą Wisteria Lane i wpadła na prosty w swym założeniu pomysł. Zwróciła się też do prochów, mając na myśli Edie, że „jest subtelna, jak zawsze”. Rankiem ona, Bree, Lynette, Susan i Gabi, trzymając jej prochy w równych wazonikach, oddały jej hołd i rozsypały swoją część prochów przed swymi domami. Lynette na trawniku obok domu, Bree pod drzewem przed domem, Gabrielle pośród róż przed gankiem, Susan przy płotku przed domem a Karen na ziemi, przed swoim gankiem.
Susan podwiozła Karen do szpitala z powodu konieczności przekłucia ropienia na plecach. Tymczasem przełom w prywatnym śledztwie sióstr Simonds przyniósł telefon od recepcjonistki doktora Hellera, wykonany do Roberty. To doprowadziło je i policjantów do prawdziwej tożsamości Dave’a oraz jego dotychczas ukrytych motywów działania.

### Sezon 6
Dwa miesiące później Karen została wynajęta do opieki nad dziećmi Gabrielle, Juanitą i Celią. W życiu osobistym pani McCluskey poznała nową miłość i emerytowanego sprzedawcę mięsa, Roya Bendera. Spotykając się z nim, zakochała się i nawet ponownie zaczęła uprawiać seks. Wraz z mężczyzną znaleźli nieprzytomną Julie, koło jej domu.
Potem poprosiła Lynette, by zatrudniła Roya, jako złotą rączkę, bo chciała, żeby zarabiał, a nie marudził. Lynette zgodziła się. Gdy zaatakowano i uśmiercono Emily Portsmith, zaczęła uczęszczać na kursy samoobrony, na którym powaliła nawet Gabrielle Solis. Gdy na Wisteria Lane przyszły święta, McCluskey pomagała w zdobieniu ślepego zaułka przed dawnym domem Edie. Świętowała tam już z Royem. Razem zdążyli też uciec przed awionetką, która rozbiła się na ich ulicy.
Karen odwiedziła też Katherine w szpitalu psychiatrycznym. Wysłano ją tam z powodu jej obsesji na temat Mike’a. Spotkała się z chłodnym przyjęciem a Katherine oświadczyła jej, ze prawdopodobnie nie wróci na Wisteria Lane, bo nie wyobraża sobie, by wszyscy mieszkańcy jej przebaczyli. Na następnej wizycie odwiedziły ją Bree, Lynette, Gabrielle, ona i Susan. Zaskoczyło to Katherine, tym bardziej, ze panie przebaczyły jej i usiadły z nią, by plotkować i śmiać się jak za starych czasów.
Roy i Karen nadal chodzili ze sobą aż do pewnego lunchu z małżeństwem Delfino. Susan wtedy poruszyła temat ślubu pary i Roy, przymuszony sytuacją, poprosił Karen o rękę, a ta się zgodziła. Susan dowiedziała się jednak od Roya, że ten pewnie ją zdradzi, ponieważ będzie przywiązany do niej, w przeciwieństwie do dotychczasowego układu. Sama poszła do Karen i chciała z nią porozmawiać o tym. Tymczasem gospodyni wyznała Susan, we łzach, że lekarz dzwonił do niej i badania wykazały, że Karen ma plamę na płucach i lekarze podejrzewają, że to rak. Susan wyszła przed dom i usłyszała od Roya, że dotychczas marudził nad tym, że straci niezależność. Teraz najważniejsze dla niego było to by nie stracić Karen i zdecydował się ożenić z nią w trybie przyspieszonym.
Na szczęście raka wycięto z płuc a Roy zorganizował swej ukochanej przyjęcie. Zaproszono na nie wszystkich mieszkańców Wisteria Lane i lekarza Karen. Na nim to Katherine Mayfair wykrzyczała do Robin, że jest lesbijką. Karen doradziła jej by zostały lub wyjechały. Obie z Robin też posłuchały tych dobrych słów i udały się do Paryża. Znacznie później Karen i Roy przyszli wspomóc Susan Delfino w wyprzedaży jej rzeczy. Rodzina wyprowadzała się na obrzeża Fairview, dlatego też postanowiła wynająć swój dom. Susan im podziękowała a nowym lokatorem okazał się Paul Young.

### Sezon 7
Karen była pierwszą osobą, która zobaczyła Paula Younga ponownie na ulicy. Ostrzegła przy tym inne sąsiadki oraz Gabrielle, Bree i Lynette.
Pojawiła się też w szpitalu po tym jak Bree przypadkowo potrąciła Juanitę Solis. Powitała też Beth Young na uliczce, wraz z Bobem Hunterem, Lee McDermottem i Bree. Tej ostatniej doradziła by spotykała się z Keithem Watsonem bo inaczej będzie żałować. Nowej mieszkance ulicy, Beth Young, uświadomiła, że wszyscy sądzą, iż Paul zabił Marthę. Wdowiec po Mary Alice odwiedził Karen i zaproponował jej kupno domu, którego była właścicielką. Zasugerował by zrobiła to teraz, zanim np. złamie biodro i będzie chciała desperacko sprzedać budynek. Odmówiła i przekazała Beth, że czuje się świetnie co potwierdziły niedawne wyniki badań. Śmiała się też z Gabrielle wraz z Lee na temat jej operowanego przed laty nosa, na recitalu Emmy Graham (Dana Glover). Krótko potem była świadkiem tego jak Gabi pobiła się z Renee.
Krótko po Halloween, Roy Bender przestał być narzeczonym a stał się mężem Karen, która zachowała swoje nazwisko z drugiego małżeństwa. Para odwiedziła Bree podczas Dnia Dziękczynienia na którym byli też obecni Keith Watson z rodzicami, Richardem Watsonem i Mary Wagner (Nancy Travis). Oboje byli też świadkami tego jak matka Keitha zażądała rozwodu od swego męża podczas tradycyjnej kolacji.
Staruszkowie, wraz z młodszymi mieszkańcami Wisteria Lane, przeciwstawili się Paulowi, gdy ten zagroził im powstaniem domu drugiej szansy dla kryminalistów. Zorganizowali protest, po którym Paul zajął się innymi priorytetami w swoim życiu, synem i drugą żoną. Po tym jak Preston i Porter Scavo zostali wyrzuceni z domu przez swoich rodziców, Karen i Roy przyjęli ich. Cieszyli się z ich obecności, dopóki bliźniaki nie zorganizowali, zasugerowanej przez matkę, imprezy z piwem. Po niej zostali oddelegowani do rodzinnego domu.
Protest przeciw Paulowi pozbawił Susan zdrowej nerki i Bree, po kilku tygodniach dializ, postanowiła takowy organ dla przyjaciółki zorganizować. Karen, jedna z pytanych przez nią, nie chciała oddać narządu bo zbyt dużo już ryzykowała wychodząc rankiem z wanny. Pomimo to Bree sprytnie zmusiła mieszkańców do przebadania się. Ani Roy, ani Karen, który byli wśród nich nie mogli zostać dawcami. Została nią Beth Young.
Po tym jak Karen odkryła, że Andrew ma problem z alkoholem, poprosiła Susan by zaopiekowała się Paulem, który ponownie został wdowcem, ale wciąż wynajmował jej dom i go nieco zaniedbał od zewnątrz.
Karen przyjęła wkrótce broszkę Felicii Tilman, którą przedterminowo wypuszczono z więzienia. Było to podziękowanie za dotrzymanie jej sekretu przez tyle lat. Gdy odwiedziła ją w jej domu, dowiedziała się, że Beth była córką Felicii i obiecała jej, że będzie obserwować Paula.
Karen opiekowała się też synem małżeństwa Delfino by Mike mógł się kochać z żoną. Skończył się okres regeneracji jej organizmu po przeszczepie w którym obowiązywała 6 – tygodniowa abstynencja seksualna. Wkrótce nastąpiło ostateczne starcie między Paulem, które zakończyło się ucieczką Felicii i jej śmiercią gdzieś na drodze stanowej. Paul natomiast przyznał się Susan i policji do zamordowania Marthy Huber, po czym udał się do więzienia.
Rodzina Delfino wprowadziła się ponownie do swojego domu a jej przyjaciółki urządziły staromodne mobilne przyjęcie w którym uczestniczyli m.in. Roy i Karen. W domu Renee były drinki, z której Karen śmiała się bo gospodyni zbyt dużo wypiła i śpiewała na pianinie. W domu Lynette, gdzie była orzeźwiająca sałatka, staruszkowie byli świadkami krótkiego zauroczenia Renee swoim barmanem (Jason Winston George), ale „związek” zakończył się w domu Bree, gdzie było główne danie. U Gabi miał być sernik i podano go po pewnych trudnościach z ojczymem Gabi.

### Sezon 8
Miesiąc później Karen spotkała Bree w momencie gdy ta dostała swój pierwszy list od szantażysty. Staruszka usłyszała od Bree, że otrzymała obraźliwy list, ale McCluskey kazała jej się tym nie przejmować.
Za 100 dolarów jakie Karen otrzymała od Renee, pomogła jej zrobić pierwszy krok do zbliżenia się do Bena, nowego sąsiada. Za innym razem, gdy Ben i Renee stali się już parą, kazała tej drugiej walczyć o swojego chłopaka.
Po śmierci Chucka Vance, byłego chłopaka Bree, Gabi sądziła, że to Carlos go potrącił. Szukała go po całym mieście a córki zostawiła pod opieką Karen. Staruszka powiedziała jej, że mąż wrócił będąc kompletnie pijanym.
W pewnym momencie powrócił rak płuc u Karen. Z tego powodu wyrzuciła swego męża z domu, ale nie powiedziała mu dlaczego to zrobiła. Roy znalazł schronienie u Gabi a Karen próbowała się pogodzić z mężem za pomocą jego ulubionego placka. Latynoska użyła swoich łakomych córek by ciasto zniknęło a sama nie wspomniała o tym Royowi. Zrobiła to dopiero na kilka dni przed powrotem Carlosa z ośrodka odwykowego. Przebywał w nim z powodu konsekwencji wyrzutów sumienia za zabicie ojczyma żony. Roy obiecał swojej żonie, że się nią zaopiekuje. Karen próbowała nawet popełnić samobójstwo bo rak robił szybkie postępy i chciała odejść na własnych warunkach. Prosiła Bree by jej pomogła, ale ta odmówiła bo samobójstwo zatarło by wszystko to co stanowiło o Karen.

Karen McCluskey nigdy nie była pewna co sąsiadki o niej myślą. Czy widzą w niej jedynie opiekunkę? Atrakcyjne źródło plotek? Czy też złośliwą starszą panią z sąsiedztwa? Ale po raz pierwszy w życiu zaczęła się nad tym zastanawiać, bo wiedziała, że jej życie dobiega końca. Tak. Pani McCluskey zastanawiała się co sąsiadki o niej myślą.

Onkolog Karen (Robert Pine) zalecił jej by udała się do hospicjum i tam dożyła swoich ostatnich dni pod opieką pielęgniarzy. Bree, Susan, Lynette i Gabi nie pozwoliły na to. Zdecydowały, że głównie one zajmą się nią w ich domu, ponieważ Roy miał nadciśnienie i niekiedy duszności.

Miło jej było przekonać się, po tych wszystkich latach, że myślą o niej jak o przyjaciółce.

Pewnego wieczoru, podczas zmiany Gabrielle, Carlos wszedł do domu Karen i był wściekły na swoją żonę bo wyczytał w gazecie, że proces Bree o zamordowanie Ramona Sanchez, znanego im jako Alejandro, idzie w złym kierunku. Karen obudziła się i słyszała jak Gabi zadeklarowała małżonkowi, że przyzna się przed sędzią Conti (Alyson Reed) i prokuratorką (Christina Chang), że zabiła swego ojczyma. Wyrok jaki by zapadł byłby mocno załagodzony faktem, że Gabi była ofiarą gwałtu dokonanego przez denata. Sama ochroniła by męża, który już dwukrotnie odsiadywał wyrok. Kobieta napomknęła też o świeczniku jako narzędziu zbrodni.
Nazajutrz Karen stawiła się w sądzie i zażądała od Tripa Westona, obrońcy Bree, by wezwał ją na świadka. Zanim Gabi przyszła na salę sądową, Trip chciał użyć Karen do obalenia zeznań Renee Perry. Karen natomiast zaczęła mowę o tym, że żyje na uliczce 35 lat i traktuje sąsiadów jak społeczność, która zna siebie i pomaga sobie nawzajem. Uznaje ich jako rodzinę. Powiedziała wszystkim zgromadzonym na niej, że zmarły był ojczymem Gabi i molestował ją, gdy była dzieckiem. Tamtej nocy zauważyła go, wzięła świecznik i zabiła Alejandra, tego „sukinsyna” jak go sama określiła. Gdy Gabi weszła, Karen użyła słów, które sama Gabrielle dzień wcześniej wypowiedziała do Carlosa. Latynoska zrozumiała ten szczodry gest a staruszka spłaciła dług wdzięczności wobec swoich przyjaciółek. Prokuratura wycofała zarzuty przeciwko Bree a Karen, ze względu na zły stan jej zdrowia, nie oskarżono.
Po procesie, kobieta przyczyniła się też do pogodzenia Tripa i Bree. Van De Kamp zerwała chwilowo kontakty ze swym prawnikiem bo źle go oceniła. Podczas wesela Renee z Benem Faulknerem, Roy został z Karen ponieważ oboje z żoną wiedzieli, że są to ostatnie godziny jej życia. Karen zmarła leżąc w swoim łóżku i słuchając piosenki Johnny’ego Mathisa pt. “Wonderful!, Wonderful!”. Roy zadzwonił jeszcze do Bree by się pożegnała z jego żoną, ale gdy kobieta przyjechała z Tripem, było już za późno.

## Po śmierci
Postać pojawiła się jeszcze raz na Wisteria Lane. Ubranej wówczas w biel towarzyszył syn. Byli jednymi z duchów obserwujących Susan Delfino, gdy opuszczała swój dawny dom wraz z dziećmi i wnuczką, by rozpocząć nowy rozdział w życiu poza uliczką.

## Ciekawostki
- Karen i Martha Huber były ze sobą blisko związane. Nigdy nie nakręcono dłuższej sceny między paniami Estabrook i Joosten, oprócz bardzo krótkiej retrospekcji podczas grilla w ogrodzie Bree, gdy grane przez nie bohaterki siedziały obok siebie[14].
- Karen McCluskey zaczynała swój dzień o piątej nad ranem, zaparzając kawę i obserwując sąsiedztwo przez przednie okna swego domu[15].
- Ciasto rabarbarowe jest jedynym, jakie Karen potrafiła upiec lepiej od Bree[16].
- Karen, w momencie zgonu, była 57. i zarazem ostatnią postacią uśmierconą przez scenarzystów.
- Aktorka grająca postać Karen zmarła 20 dni po wyemitowaniu ostatniego odcinka serialu, w którym grana przez nią bohaterka zmarła na raka płuc. Kathryn Joosten także chorowała na raka płuc, którego wcześniej już dwukrotnie pokonała[17][18].
- Występy:
  - Przez pierwsze pięć sezonów Kathryn miała status aktora gościnnego, łącznie wystąpiła w 48 na 111 wyemitowanych epizodów.
  - W sezonach drugim i ósmym zyskała status aktorki drugoplanowej (ang. „recurring”), pojawiła się 22 razy w łącznie 46 odcinkach sezonów szóstego i ósmego.
  - Seria siódma była jedyną, w której nazwisko Joosten pojawiało się na równi z głównymi gwiazdami produkcji.
- Kathryn wygrała dwie nagrody Emmy w kategorii „wybitna aktorka gościnna w serialu komediowym” właśnie za odtwarzanie postaci Karen. Pierwszą w roku 2005, a drugą trzy lata później. Była nominowana w tej kategorii, do tej nagrody, jeszcze w roku 2010 i pośmiertnie w 2012 roku.

## Powiązane z postacią

### Gilbert McCluskey
Gilbert McCluskey (John Harnagel) to zmarły mąż Karen.

Nikt nie rozumiał co ja w tobie widziałam. Nawet moja siostra Gayle. Mówiłam jej, że mimo awantur i rzucania talerzami, naprawdę się kochaliśmy.

Gilbert poślubił inną kobietę przed poznaniem Karen Simonds. Po dwóch latach małżeństwa rozwiódł się i ponownie ożenił się, gdy Karen miała 20 lat, w 1963 roku. Byli razem przez 34 lata. Przez 36 lat sprzedawał ubezpieczenia. Po latach takiej pracy obudził się z myślą wyjazdu do Paryża, gdzie chciał malować akty. Karen wypomniała mu, że ledwie zdołał wymalować garaż i nie zna się na sztuce. Od tamtego czasu zaczął ją gardzić. Miał też brata i podejrzewał żonę, że ma lub miała z nim romans. Obdarowywał Karen sprzętem AGD w każdą rocznicę ślubu. Na ostatnią kupił odkurzacz. Dwa tygodnie później zmarł a Karen nie płakała. Z żoną sprowadzili się do 4358 Wisteria Lane w roku 1982. Piętnaście lat później, w 1997 roku, gdy Karen przyszła do domu, zastała go martwego przed telewizorem, z pilotem w dłoni. Była noc i gdy sprawdziła dokumenty, wiedziała już, że spadkobierczynią budynku była jego pierwsza, była żona. Karen włożyła ciało męża do zamrażarki i tak przechowywała go przez dziesięć lat.
Sezon 3
Dopiero odkrycie rozkładających się zwłok przez Parkera Scavo a później, przez Idę Greenberg, doprowadziło do ujawnienia prawdy.

### Ida Greenberg
Ida Greenberg (Pat Crawford Brown) to przyjaciółka Karen i jej sąsiadka spod 4347 Wisteria Lane. Ciotka Lee Craiga. Jedna z najstarszych sąsiadek na ulicy, która podczas II wojny światowej była jednym z najlepszych graczy baseballa. Pochodziła z Omaha, gdyż tam znajdował się grób jej rodziny. Mieszkali tam też jej kuzyni, Erica (Meredith Scott Lynn) i Carter (Adam Kulbersh). Na Wisteria Lane była też znana z nieustającego nałogu alkoholowego. Ida miała też słabość do plotkowania, gdyż wszelkie informacje rozchodziły się od niej lotem błyskawicy.
Sezon 1
Pojawiła się na spotkaniu sąsiadów, po tym jak ktoś włamał się do Alberty Fromme, gdzie ropowiadała teorię jakoby ktoś ją podglądał pod prysznicem. Susan Mayer wręcz wymusiła na Idzie wypożyczenie starego samochodu, by śledzić Paula Younga a sama później uczestniczyła w poszukiwaniu ciała Marthy Huber. Przekazała też dalej informacje o tym, że Maisy Gibbons się prostytuowała.
Sezon 2
Mieszkańcy Wisteria Lane wiedzieli, że Ida Greenberg lubi napoje wyskokowe. Widziano jak popija na spotkaniach, w wydziale komunikacji i w kościele metodystów. Ida wielokrotnie próbowała przestać, ale nie mogła. Pewnej nocy, zdesperowana, wezwała Boga by stłumił jej wieczne pragnienie. Na szczęście dla Idy, Bóg akurat słuchał. Pocisk z rewolweru Zacha Young wystrzelił i roztrzaskał jej butelkę whiskey. W tej właśnie chwili Ida pomyślała, że Bóg działa w niezbadany sposób, ale nie jest szczególnie subtelny. Poparła Susan, gdy ta spowodowała wypadek u znienawidzonego przez siebie gazeciarza Danny’ego Farrela (Ridge Canipe). Widziała też jak Paul Young wrócił ze swojego „wygnania” z uliczki. Po włamaniu do domu Solis, przez które Gabrielle straciła swe nienarodzone dziecko, Ida była obecna na zebraniu mieszkańców uliczki w domu Betty Applewhite.
Sezon 3
Lee Craig powiadomił swą ciotkę Idę, że Mike się obudził. Ta przekazała to dalej, do Lynette Scavo. W domu Bree Hodge widziała relację telewizyjną sprzed supermarketu, gdy Carolyn Bigsby wzięła za zakładników kilkoro mieszkańców Wisteria Lane i Fairview. Kilka tygodni później usłyszała od Karen McCluskey, że Arthur Shepherd jest pedofilem. Ida zawiadomiła policję o tym, że bezwładne ciała martwej Almy i sparaliżowanej Glorii Hodge leżały pod domem przy 4351 Wisteria Lane. Pomimo tego, że sama odkryła sekret Karen dotyczący Gilberta, obie pozostały przyjaciółkami. Ida była też jednym z gości Gabrielle Marquez na jej ślubie z Victorem Langiem.
Sezon 4
Na barbecue wyprawionym przez Katherine Mayfair była wstrząśnięta widelcem do mięsa wbitym w sztuczny brzuch ciążowy Bree Hodge. Sądziła, że spływający sos to krew i zawołała dr Adama Mayfair. Orson Hodge i jego żona zdołali ich przekonać, że całość to tylko magiczne przedstawienie. Podczas tornada, Ida ukryła się w piwnicy domu Karen, tak jak pozostali Scavo. Lynette chciała wynieść jej kota, Baxtera, na górę, ale ona i Karen nie zgodziły się. W końcu kot uciekł a obie widziały lej tornada, dlatego tylko Ida, Tom, Parker z bliźniakami oraz Kayla i Penny zostali w piwnocy Karen. Wszyscy oprócz Idy przeżyli katastrofę. Jej ciało skremowano. Parker wyznał matce, że staruszka uratowała im życie bo kazała się wszystkim schować pod schodami gdy dom zaczął się chwiać. Lynette słyszała chwilę wcześniej od Karen, że dni swej największej chwały przeżywała na stadionie baseballowym. Dlatego wręczyła Erice i Carterowi kurz z odkurzacza by mogli myśleć, że chowają ciotkę. Sama z McCluskey pojechały z prochami na lokalny stadion baseballa i tam je rozsypały, zgodnie z życzeniem Idy. Karen pożegnała przyjaciółkę wierszem anonimowego autora:

Nie stój nad mym grobem, nie szlochaj nad nim,

Bo mnie tutaj nie ma, tu w dole na dnie.

Jestem tysiącem wiatrów wiejących,

Jestem stosem diamentów błyszczących,

Jestem słońcem na skoszonym ziarnku,

Łagodnym deszczem jesiennego poranku.

Nie stój nad grobem, nie płacz tak marnie,

Bo mnie tam nie ma, ja nie umarłam.

### Roberta Simonds
Roberta Simonds (Lily Tomlin) to siostra Karen McCluskey.
Sezon 5
Karen trafiła do szpitala po swoich 70. urodzinach i rzuceniu się na Dave’a Williamsa. Wmówiła Edie, że jest chwilowo niezrównoważona psychicznie, po czym sprowadziła telefonicznie swą siostrę do placówki medycznej. Roberta pracowała w firmie telekomunikacyjnej „Teleshore”. Na podstawie billingu jego rozmów odkryła, że ma małą tajemnicę. Karen zamieszkała z Robertą. Razem odkryły, że Dave dzwonił co miesiąc do doktora Samuela Hellera. Przez przypadek wymsknęło też im się, że Dave ponownie zamieszkał w Fairview. W Bostonie, jego sekretarka Claire Cormier (Erin O’Shaughnessy) nie mogła im nic powiedzieć. Po kilku godzinach orzekła, że Heller nie wrócił jeszcze z podróży. Roberta zrezygnowała ze śleztwa a Karen wróciłą do domu. Pół roku później, do Roberty zadzwoniła recepcjonistka Hellera z wiadomością, że doktor nie żyje. Doktor nie zginął w płomieniach, bo w płucach nie znaleziono dymu. Uznały, że zabił go Dave. Włamały się do domu Edie, ale tam nakryła ich policja. Na komisariacie Roberta pomogła połączyć fakty policjantom, Lyonsowi i Collinsowi (David M. Fabrizio), którzy prowadzili sprawę podpalenia klubu „biały koń”.

### Roy Bender
Roy Bender (Orson Bean) to pierwszy ukochany Karen od czasu śmierci jej męża w 1997 roku, urodzony w 1935 roku. Służył w Korei i przeżył strzelaninę, w której stracił przyjaciela. Mężczyzna ożenił się z kobietą o imieniu Miriam która, na dwa tygodnie przed ich czterdziestą rocznicą ślubu, zmarła na raka mózgu. Przeszedł także zabieg wazektomi. Pracował jako sprzedawca steków.
Sezon 6
Zaczęli się spotykać tu tuż po opuszczeniu Wisteria Lane przez Dave’a Williamsa. Razem odkryli ledwo żywą Julie Mayer po nieudanej próbie uduszenia. Przyznali się, przed sobą, że się zakochali. Lynette, na prośbę Karen, zatrudniła Roya, jako nową „złotą rączkę”. Scavo zwolniła go, gdy zaczął się pytać jej męża Toma o zdanie. On wyjaśnił mu potem, że pozwala na to by Lynette rządziła, bo tylko tak mogła się czuć bezpieczna. W wyniku katastrofy awionetki, Orson Hodge został sparaliżowany od pasa w dół. Roy zbudował mu podjazd na wózek inwalidzki do domu Karen. Bree oświadczyła, że rozwodu nie będzie i zabrała go do siebie. Orson chciał popełnić samobójstwo. Bree dowiedziała się o tym i poprosiła Roya by obserwował Orsona. Zablokował miotłą koła od wózka inwalidzkiego męża Bree i poszedł spać. Staruszek, za namową Susan, oświadczył się Karen McCluskey. Był oburzony na nią, że wmieszała się w ich dotychczas idealne życie. Karen przeszła operację i pozbyła się raka. Dlatego Roy urządził wieczorem przyjęcie w domu narzeczonej. Mike Delfino z żoną i synem musieli się wyprowadzić z uliczki z powodu długów. Roy i Karen pomogli im w wyprzedaży przedmiotów.
Sezon 7
Kilka miesięcy później Roy i Karen zostali małżeństwem. Roy i Karen zaangażowali się w akcję protestacyjną zorganizowaną przez Lynette przeciw Paulowi, który chciał sprowadzić na Wisteria Lane byłych więźniów. Pokojowa demonstracja przerodziła się wkrótce w zamieszki. Preston i Porter przenieśli się do domu Karen i Roya. Karen była wściekła gdy zobaczyła swój dom owinięty papierem toaletowym i wyrzuciła chłopaków z domu. Roy został przymuszony do zbadania siebie. Wyniki zdrowotne były negatywne, przez co Roy nie mógł zostać dawcą nerki dla Susan. Wkrtóce powitał ją, męża i ich syna ponownie na Wisteria Lane.
Sezon 8
Karen zachorowała ponownie na raka, dlatego wyrzuciła Roya z domu. Nie chciała by patrzył jak cierpi, gdyż już raz to przeżył z pierwszą żoną. Mężczyzna zamieszkał z Gabrielle. Groźbą i krzykami wymusił posłuszeństwo na Celii i Juanicie. Gabrielle postanowiła pozbyć się Roya przez pogodzenie go z Karen. Gabi dowiedziała się o raku sąsiadki i Roy przyszedł do niej, po czym się pogodzili. Rak robił szybkie postępy i Roy był wściekły. Karen wpadła na pomysł, by Bree pomogła jej się zabić, ale ta przekonała ją, że tego nie zrobi. Roy namówił Toma, by wyjawił, co czuje do Lynette, nim będzie za późno. Skontaktował się też z Tripem Westonem, by zorganizował dla Karen płytę z gramofonem. To pogodziło Bree z Tripem. Roy był przy boku Karen, gdy ta zmarła w swoim łóżku, słuchając piosenki Johnny’ego Mathisa pt. “Wonderful!, Wonderful!”..